# Pfarrkirche Raxendorf

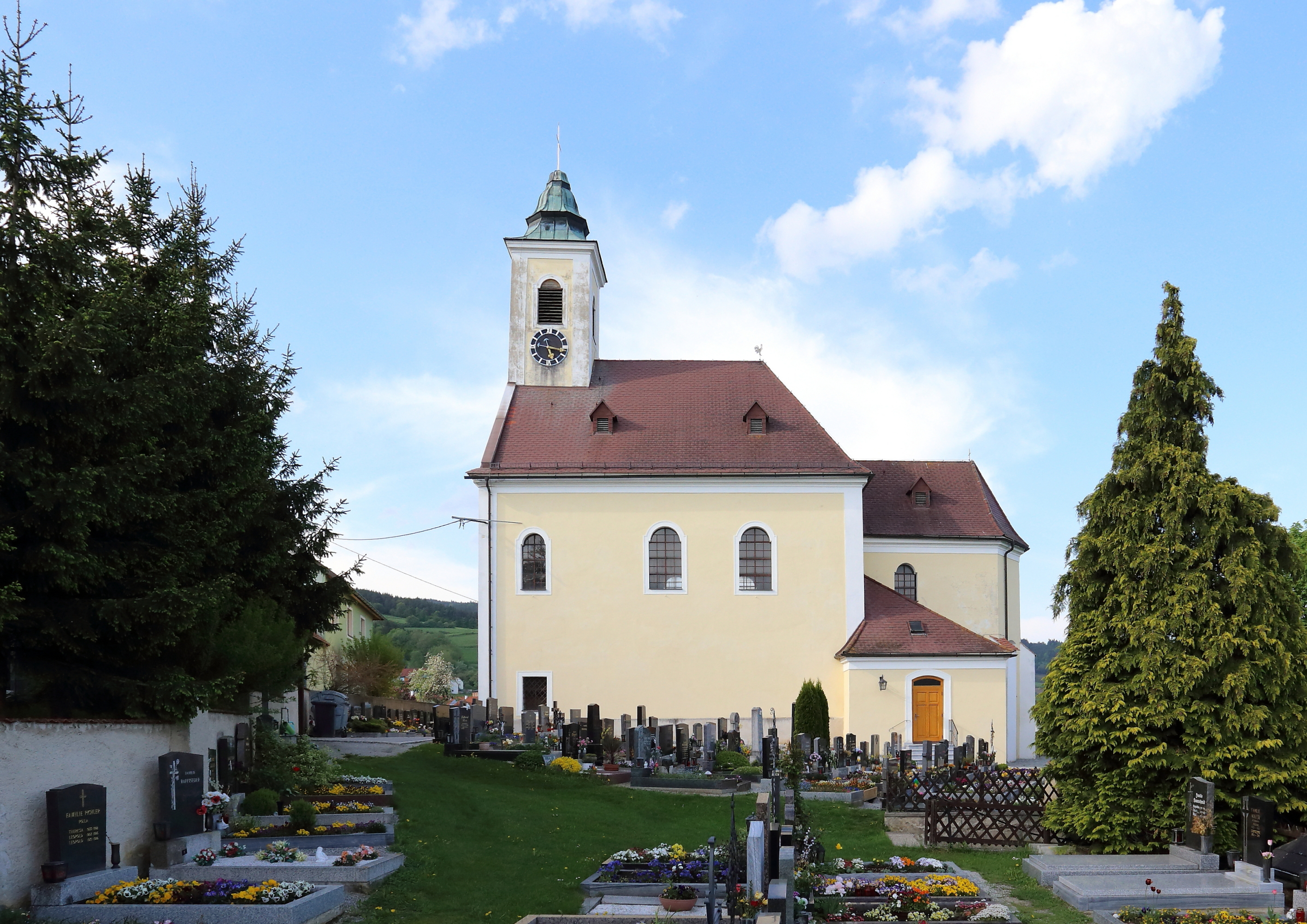
Katholische Pfarrkirche hl. Gotthard in Raxendorf

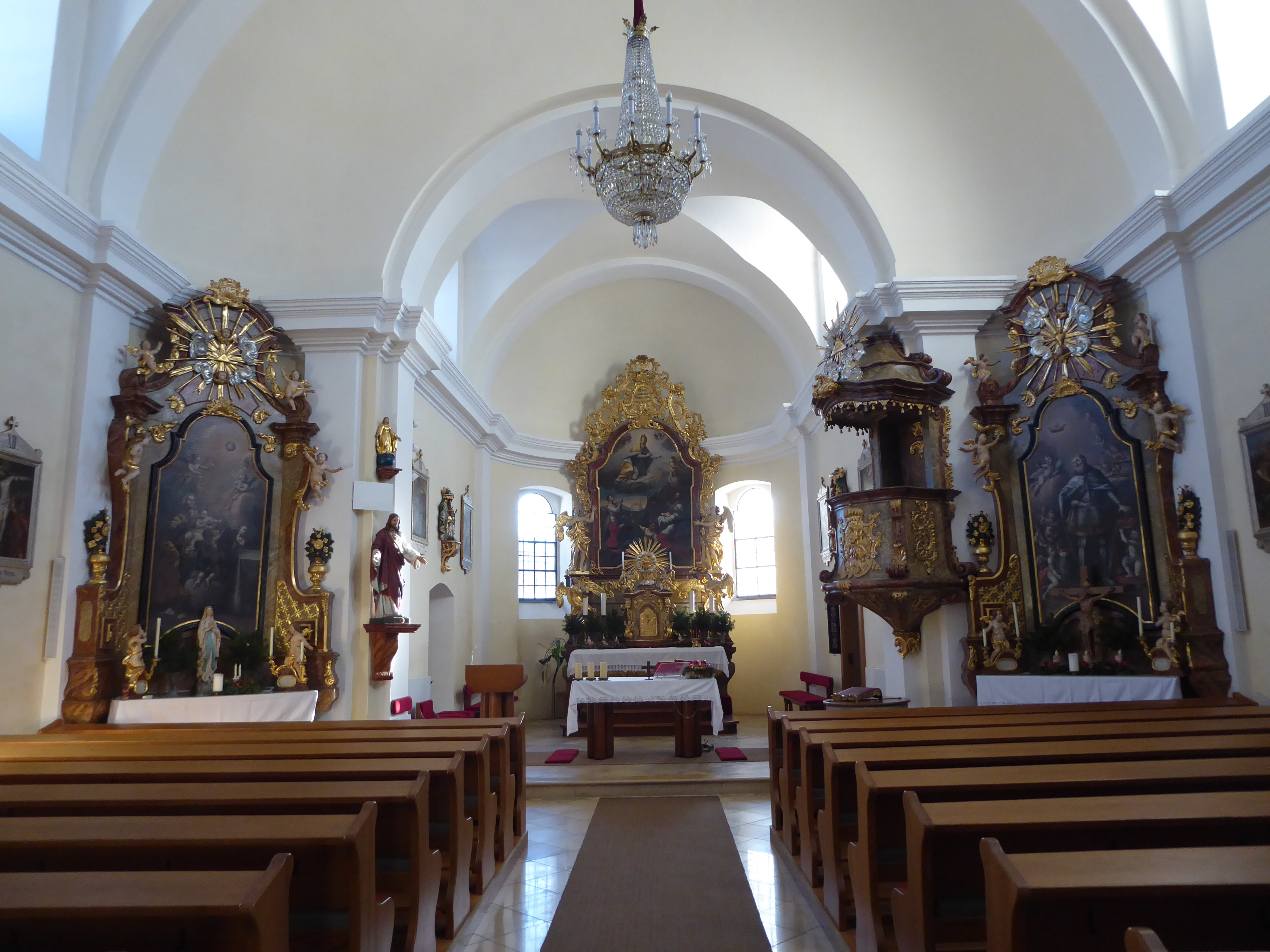
Im Langhaus zum Chor

Die Pfarrkirche Raxendorf steht leicht erhöht am südlichen Ortsende in der Marktgemeinde Raxendorf im Bezirk Melk in Niederösterreich. Die dem heiligen Godehard von Hildesheim geweihte römisch-katholische Pfarrkirche gehört zum Dekanat Spitz in der Diözese St. Pölten. Die Kirche und der Friedhof stehen unter Denkmalschutz (Listeneintrag).

## Geschichte
Urkundlich wurde im Anfang des 13. Jahrhunderts eine Filiale der Pfarrkirche Weiten genannt. Die Kirche wurde 1734 zur Pfarrkirche erhoben. 1756/1758 erfolgte der barocke Neubau. 1862 war eine Renovierung und 1959 eine Restaurierung.

## Architektur
Die barocke Saalkirche mit einem Giebelreiter ist von einem Friedhof mit einer Umfassungsmauer umgeben und stand ehemals außerhalb des Ortes.
Kirchenäußeres
Das Langhaus mit Ecklisenen und hochsitzenden Rundbogenfenstern hat ein Halbwalmdach. Die Westfront hat einen Dreieckgiebel mit einem Giebelreiter mit rundbogigen Schallfenstern und einem niedrigen Glockenhelm. Der eingezogene niedrigere Chor, im Kern wohl spätgotisch, mit einem Walmdach und Rundbogenfenstern hat am Dreiseitschluss Strebepfeiler. Der südliche Sakristeianbau hat ein Walmdach.
Kircheninneres
Der barocke Saalraum zeigt sich mit abgerundeten Ecken und einer halbrunden Apsis mit Stichkappentonnengewölben auf Gurten auf einem umlaufenden profilierten um flache Pilaster verkröpften Kämpfergesimsen. Die seichte kreuzgratunterwölbte Westempore auf zwei Pfeilern hat eine halbrund vortretende Mittelbrüstung, ebendort links eine Wendeltreppe und rechts eine ehemalige Heiliggrabkapelle. Die Sakristei hat ein Tonnengewölbe mit einspringenden gratigen Zwickeln.

## Ausstattung
Die Einrichtung entstand in der Bauzeit um 1760. Der Hochaltar hat einen freistehenden Altartisch mit einem Tabernakel flankiert von adorierenden Engeln auf Voluten. Die Ostwand zeigt zwischen zwei seitlichen Engelsfiguren das Altarblatt hl. Gotthard als Beschützer der im Hintergrund abgebildeten Kirche von Raxendorf in einem Rundbogenrahmen mit reich geschnitzter Bekrönung. Zwei gleichartige Seitenaltäre zeigen links Anna mit Maria und im Aufsatz Auge Gottes und rechts Leopold und im Aufsatz Herz im Strahlenkranz.
Die Kreuzwegbilder malte Andreas Groll 1869.
Die Orgel baute Franz Capek 1907. Eine Glocke nennt Johann Christoph Flos 1676.